# FK Kauno Žalgiris
FK Kauno Žalgiris, auch bekannt als Žalgiris Kaunas, ist ein litauischer Fußballverein aus Kaunas und spielt derzeit in der A Liga.

## Geschichte
Der Verein wurde 2004 gegründet, um Kindern, Jugendlichen und der breiten Öffentlichkeit bestmögliche Bedingungen zu ermöglichen, aktiv ihre Freizeit und Sport zu verbringen. Zum Zeitpunkt seiner Gründung lief der Verein noch als FK Spyris auf.
2014 schaffte der Verein den Sprung in die A lyga, die höchste Spielklasse im litauischen Fußball. Seither ist er in dieser ununterbrochen vertreten. 2015 erreichte Spyris zum Einstand den 5. Platz, hatte jedoch ganze 22 Punkte Rückstand auf den vierten Rang, der zur Teilnahme an einem europäischen Wettbewerb berechtigt hätte.
Zum Jahreswechsel nahm der Verein seinen heutigen Namen FK Kauno Žalgiris an. In weiterer Folge kämpfte der Verein gegen den Abstieg – ohne Erfolg, aber mit Glück. Zweimal in Serie stand er nämlich auf dem letzten Platz, profitierte jedoch davon, dass die jeweiligen Zweitligisten keine Lizenz für eine Teilnahme am Oberhaus erhielten.
2018 erreichte Kauno Žalgiris sowohl in der Hauptrunde als auch in der Meisterrunde Platz 5. Da der Viertplatzierte FC Stumbras keine Lizenz für eine Teilnahme am Europapokal erhielt, rückte Kauno Žalgiris nach. Bei seinem internationalen Debüt spielte der Verein in der 1. Qualifikationsrunde zur UEFA Europa League 2019/20 gegen den zyprischen Vertreter Apollon Limassol, schied aber nach einem 0:2 im Heimspiel und einem 0:4 auswärts sofort aus.
2019 gelang Kauno Žalgiris der vierte Platz und damit die erneute Teilnahme an der Europa-League-Qualifikation. Bedingt durch die COVID-19-Pandemie umfasste jede Runde nur eine Partie. In der 1. Runde schied Kauno Žalgiris mit 1:6 beim FK Bodø/Glimt aus.
2020 und 2021 erreichte der Verein jeweils den dritten Platz. Der erste dritte Platz war gleichbedeutend mit der Premiere in der Qualifikation zur neu gegründeten UEFA Europa Conference League. Nach einem 0:0 im Hinspiel bezwang man den Europa FC mit 2:0 und gewann damit erstmals ein internationales Pflichtspiel. Die Freude währte jedoch nicht lange, da in der 2. Runde nach zwei deutlichen Niederlagen das Aus gegen den The New Saints FC kam. Im darauffolgenden Jahr schied der Verein wieder in der 1. Runde aus, diesmal gegen den MFK Ružomberok.
2022 erreichte Kauno Žalgiris mit dem 2. Platz in der A lyga seine bisher beste Platzierung. Da der amtierende Meister FK Žalgiris Vilnius gleichzeitig den litauischen Pokal gewann, kam es im litauischen Supercup zum Duell mit dem Rekordmeister. Die Partie endete mit 1:1 unentschieden, Kauno Žalgiris unterlag jedoch im Elfmeterschießen mit 2:3.
Der zweite Platz erlaubte Kauno Žalgiris, eine Runde zu überspringen, und damit in der 2. Qualifikationsrunde zur Europa Conference League zu starten. Gegen Lech Posen gingen dabei jedoch beide Partien verloren.
2023 verpasste Kauno Žalgiris zum ersten Mal seit fünf Jahren die internationale Bühne. Der vierte Platz reichte in diesem Fall nicht aus, da der amtierende Pokalsieger FK Transinvest nicht den Top 3 angehörte und daher kein Nachrücken möglich war.
2024 gelang Kauno Žalgiris erneut der dritte Platz und die damit verbundene Rückkehr ins internationale Geschäft. Der Verein wird in der 1. Qualifikationsrunde zur UEFA Conference League 2025/26 starten.

## Vereinsnamen
- 2004–2015: FK Spyris
- 2016–heute: FK Kauno Žalgiris

## Platzierungen (seit 2013)

### Als FK Spyris (2013–2015)
| Saisons | Div. | Līga       | Platz | web   |
| ------- | ---- | ---------- | ----- | ----- |
| 2013    | 2.   | Pirma lyga | 5.    | [ 1 ] |
| 2014    | 2.   | Pirma lyga | 4.    | [ 2 ] |
| 2015    | 1.   | A lyga     | 5.    | [ 3 ] |

### Als FK Kauno Žalgiris (2016–heute)
| Saisons | Div. | Līga   | Platz | web    |
| ------- | ---- | ------ | ----- | ------ |
| 2016    | 1.   | A lyga | 8.    | [ 4 ]  |
| 2017    | 1.   | A lyga | 8.    | [ 5 ]  |
| 2018    | 1.   | A lyga | 5.    | [ 6 ]  |
| 2019    | 1.   | A lyga | 4.    | [ 7 ]  |
| 2020    | 1.   | A lyga | 3.    | [ 8 ]  |
| 2021    | 1.   | A lyga | 3.    | [ 9 ]  |
| 2022    | 1.   | A lyga | 2.    | [ 10 ] |
| 2023    | 1.   | A lyga | 4.    | [ 11 ] |
| 2024    | 1.   | A lyga | 3.    | [ 12 ] |
| 2025    | 1.   | A lyga | .     | [ 13 ] |

## Europapokalbilanz
| Saison  | Wettbewerb                    | Runde                  | Gegner            | Gesamt | Hin     | Rück    |
| ------- | ----------------------------- | ---------------------- | ----------------- | ------ | ------- | ------- |
| 2019/20 | UEFA Europa League            | 1. Qualifikationsrunde | Apollon Limassol  | 0:6    | 0:2 (H) | 0:4 (A) |
| 2020/21 | UEFA Europa League            | 1. Qualifikationsrunde | FK Bodo/Glimt     | 1:6    | 1:6 (A) | 1:6 (A) |
| 2021/22 | UEFA Europa Conference League | 1. Qualifikationsrunde | Europa FC         | 2:0    | 0:0 (A) | 2:0 (H) |
| 2021/22 | UEFA Europa Conference League | 2. Qualifikationsrunde | The New Saints FC | 1:10   | 0:5 (H) | 1:5 (A) |
| 2022/23 | UEFA Europa Conference League | 1. Qualifikationsrunde | MFK Ružomberok    | 0:2    | 0:2 (A) | 0:0 (H) |
| 2023/24 | UEFA Europa Conference League | 2. Qualifikationsrunde | Lech Posen        | 2:5    | 1:3 (A) | 1:2 (H) |
| 2025/26 | UEFA Conference League        | 1. Qualifikationsrunde | Pen-y-Bont FC     | 4:1    | 3:0 (H) | 1:1 (A) |
| 2025/26 | UEFA Conference League        | 2. Qualifikationsrunde | Valur Reykjavík   | 3:2    | 1:1 (H) | 2:1 (A) |
| 2025/26 | UEFA Conference League        | 3. Qualifikationsrunde | Arda Kardschali   | 0:3    | 0:1 (H) | 0:2 (A) |

Gesamtbilanz: 17 Spiele, 3 Siege, 4 Unentschieden, 10 Niederlagen, 13:35 Tore (Tordifferenz −22)
Stand: 14. August 2025

## Stadion
Der Verein trägt seine Heimspiele im S.Dariaus-und-S.Girėno-Stadion aus. Es bietet 9180 Sitzplätze. Eine alternative Heimspielstätte stellt das Kauno Žalgiris FA Stadium, das Stadion der eigenen Jugendakademie, dar.

## Trikot
| 2004–2015 „Spyris“ | Ab 2015 (Heim) | Ab 2015 (Auswärts) |

## Erste Mannschaft
Saison 2025
Stand: 14. Juli 2025
| Nr. |          | Position | Name                    |
| --- | -------- | -------- | ----------------------- |
| 2   | Litauen  | AB       | Tautvydas Burdzilauskas |
| 3   | Georgien | AB       | Anton Tolordava         |
| 5   | Serbien  | AB       | Dejan Kerkez            |
| 6   | Serbien  | MF       | Damjan Pavlović         |
| 7   | Belgien  | MF       | Amine Benchaib          |
| 8   | Litauen  | MF       | Vilius Armanavičius     |
| 9   | Georgien | MF       | Temur Chogadze          |
| 10  | Litauen  | MF       | Gratas Sirgėdas         |
| 11  | Litauen  | ST       | Fedor Černych           |
| 14  | Ghana    | MF       | Divine Naah             |
| 17  | Nigeria  | ST       | Oyinlola Kayode         |
| 19  | Litauen  | ST       | Romualdas Jansonas      |
| 21  | Togo     | AB       | Haymenn Bah-Traoré      |

| Nr. |            | Position | Name                    |
| --- | ---------- | -------- | ----------------------- |
| 22  | Litauen    | TW       | Deividas Mikelionis     |
| 23  | Kolumbien  | AB       | Aldayr Hernández        |
| 28  | Litauen    | MF       | Ernestas Burdziliauskas |
| 30  | Litauen    | MF       | Nidas Vosylius          |
| 35  | Litauen    | TW       | Jurgis Mikšiūnas        |
| 37  | Osterreich | AB       | Nosa Edokpolor          |
| 55  | Litauen    | TW       | Tomas Švedkauskas       |
| 66  | Litauen    | AB       | Eduardas Jurjonas       |
| 70  | Frankreich | MF       | Fabien Ourega           |
| 77  | Serbien    | ST       | Dejan Georgijević       |
| 79  | Litauen    | MF       | Valdas Paulauskas       |

## Die zweite Mannschaft
Die zweite Mannschaft ist „Kauno Žalgiris B“. Das Team spielt in der II lyga, der dritthöchsten Spielklasse im litauischen Fußball.

## Trainer
- Laimis Bičkauskas: (2013 – 2016)
- Vitalijus Stankevičius: (3. Januar 2017 – 2. Mai 2017)[15]
- Laimis Bičkauskas / Ignas Dedura / Andrius Velička: (bis 2. Mai 2017)[16]
- Johnatan McKinstry: (21. Juli 2017 – 2017 Saisonende)
- Mindaugas Čepas: (5. Januar 2018 – 1. Dezember 2019)[17]
- Rokas Garastas: (bis 1. Dezember 2019 – 1. Mai 2023)[18][19]
- Marius Stankevičius: (bis 1. Mai 2023 – 5. Oktober 2023)
- Glenn Ståhl: (bis 5. Dezember 2023 – 8. April 2024)[20][21]
- Nerijus Mačiulis: (bis 8. April 2024).
- Saulius Širmelis: (bis 5. Juni 2024)[22][23]
- Eivinas Černiauskas; bis 2024

## Bekannte ehemalige Spieler
- Ignas Dedura (2013–20??)
- Andrius Velička (2015–2016)
- Gratas Sirgėdas (2017–2018; 2020–jetzt)
- Arūnas Klimavičius (2018–2019)
- Linas Pilibaitis (2018–2022)
- Egidijus Vaitkūnas (2019-2022)
- Dominykas Galkevičius (2019)
- Deivydas Matulevičius (2019)
- Edvinas Girdvainis (2021–2023)